# En blanc et noir
En blanc et noir est une œuvre pour deux pianos en trois mouvements de Claude Debussy composée en 1915.
Le titre de cette œuvre sombre et visionnaire, contemporaine des Études, de la Sonate pour violoncelle et de la Sonate pour flûte, alto et harpe, fut choisi par Debussy en référence aux gris de Vélasquez. 
L'œuvre a été créée le 21 décembre 1916 par le compositeur et Roger-Ducasse.

## Contexte

### La guerre: 1914-1915
La déclaration de guerre du 3 août 1914 surprend Debussy, qui a consacré les six premiers mois de l'année à des voyages et à des concerts incessants, dans un effort frénétique pour faire face à ses obligations financières. Au cours des semaines qui précèdent, durant la crise de juillet, l'attitude du compositeur oscille violemment de l'exaltation au désespoir. Dans une lettre à un de ses amis, où il parle « des heures où l'on n'aperçoit guère plus que le suicide pour en sortir », il se confie en des termes qui laissent paraître sa « dépression noire » : 

« Depuis longtemps — il faut bien l'avouer ! — je me perds, je me sens affreusement diminué ! Ah ! le magicien que vous aimiez en moi, où est-il ? Ça n'est plus qu'un faiseur de tours morose, qui bientôt se cassera les reins dans une ultime pirouette, sans beauté. »

— lettre à Robert Godet du 14 juillet 1914.
Le déclenchement des hostilités a pour effet immédiat d'imposer silence à toutes ses activités musicales. Dans une lettre du 8 août à son éditeur Durand, il se considère comme « un pauvre atome roulé par ce terrible cataclysme. Ce que je fais me semble si misérablement petit ! J'en arrive à envier Satie qui va s'occuper sérieusement de défendre Paris en qualité de caporal ». Ainsi, jusqu'à la fin de l'année 1914, Debussy reste inactif.
Durant les premiers mois de 1915, Debussy travaille à une nouvelle édition des œuvres de Chopin pour le compte des Éditions Durand . En effet, depuis le début de la guerre, les éditions allemandes ont été retirées du commerce. Debussy collabore donc à une publication originale, obtenant notamment de consulter le manuscrit de la Deuxième Ballade en fa majeur, op.38, appartenant à Camille Saint-Saëns.
Ce travail de révision le fait réfléchir très profondément sur la technique pianistique, en le détournant de sa maladie, qui ne cesse de progresser. Depuis 1909, Debussy souffrait par intermittences d'un cancer du rectum, dont les symptômes se sont aggravés au point où les médecins conseillent une opération, tout en reconnaissant que le mal est mortel.
En achevant son travail, le compositeur reçoit encore un choc personnel en apprenant la mort de sa mère, le 23 mars 1915. Très affecté, Debussy s'interroge sur la signification de la mort dans sa correspondance avec ses amis, dont Paul Dukas , Gabriel Fauré , Gabriel Pierné et le jeune compositeur Edgard Varèse , mobilisé et affecté à l'École de guerre à partir du mois d'avril.

Dans ce contexte de combats extérieurs et intérieurs, le compositeur sort enfin du silence en affirmant des choix esthétiques personnels, radicaux même. Signées « Claude Debussy, musicien français », les œuvres qu'il s'apprête à composer sont, selon Gilles Macassar et Benoit Mérigaud, « des œuvres de guerre, dans tous les sens de l'expression : œuvres de temps de guerre, économes, soumises à un rationnement qui concentre leurs moyens et condense leurs effets ». Le compositeur entend également rendre hommage aux compositeurs français classiques, du XVIIe siècle et du XVIIIe siècle. En 1908, Debussy affirmait déjà cette orientation : 

« Je n'ai jamais pu comprendre pourquoi tous les gens qui étudient la musique, tous les pays qui cherchent à créer des écoles originales devraient avoir une base allemande. Il faudra à la France d'innombrables années pour sortir de cette influence, et si l'on regarde les compositeurs français originaux comme Rameau, Couperin, Daquin et autres artistes de leur temps, on ne peut que regretter que l'esprit étranger se soit imposé à ce qui eût pu être une grande école. »

— Interview du Harper's Weekly, New York, le 29 août 1908.

### Composition
En blanc et noir est la première des œuvres entreprises par le compositeur, en 1915. Malade, il passe l'été à Pourville, en Normandie, où il retrouve un entrain passager. La composition d'En blanc et noir s'étend sur quelques semaines, de juin à juillet, immédiatement suivie par la Sonate pour violoncelle et piano fin juillet et début août, les douze Études d'août à septembre et la Sonate pour flûte, alto et harpe dans les derniers jours de septembre et au début d'octobre. Toutes ces œuvres témoignent, selon Harry Halbreich, « d'une inspiration et d'une esthétique semblables ».
Le 7 décembre 1915, Debussy subit une opération chirurgicale pour son cancer, qui l'affaiblit considérablement. Selon Jean Barraqué, « il est symptomatique de sa ferveur patriotique que les très rares apparitions qu'il fait en public pendant ses dernières années soient à l'occasion de concerts destinés aux œuvres de guerre ».

## Présentation
1. Avec emportement
2. Lent. Sombre
3. Scherzando

Le compositeur dédie le premier mouvement à Koussevitzky, avec un exergue tiré du livret de Barbier et Carré pour le Roméo et Juliette de Gounod : « Qui reste à sa place - Et ne danse pas - De quelque disgrâce - Fait l'aveu tout bas ». 
Le second mouvement est dédié « au lieutenant Jacques Charlot, tué à l'ennemi en 1915, le 3 mars ». Jacques Charlot était le neveu de l'éditeur de Debussy, Jacques Durand. L'épigraphe est extrait de la Ballade contre les ennemis de la France de Villon : « Prince, porté soit des serfs Eolus - En la forest où domine Glaucus - Ou privé soit de paix et d'espérance - Car digne n'est de posséder vertus - Qui mal vouldroit au Royaulme de France ». 
Le troisième mouvement est dédié « À mon ami Igor Stravinsky » et porte en exergue : « Yver, vous n'estes qu'un villain ».

### Ouvrages généraux
- Claude Debussy, Correspondance, 1872-1918, Paris, Gallimard, 2005, 2330 p. (ISBN 2-07-077255-1) éditée sous la direction de François Lesure et Denis Herlin
- Paul Landormy, La Musique française de Franck à Debussy, Paris, Gallimard, 1943, 248 p. (ISBN 2-07-023708-7)
- Guy Sacre, La musique pour piano : dictionnaire des compositeurs et des œuvres, vol. I (A-I), Paris, Robert Laffont, coll. « Bouquins », 1998, 1495 p. (ISBN 978-2-221-05017-0)

### Monographies
- Jean Barraqué, Debussy, Paris, Seuil, coll. « Solfèges », 1962, rééd. 1994, 250 p. (ISBN 978-2-02-020626-6 et 2-02-020626-9)
- Edward Lockspeiser et Harry Halbreich (trad. de l'anglais), Claude Debussy, Paris, Fayard, 1980, 823 p. (ISBN 2-213-00921-X)
Edward Lockspeiser, Claude Debussy, sa vie et sa pensée, Paris, Fayard, 1980, p. 7-529
Harry Halbreich, Claude Debussy, analyse de l'œuvre, Paris, Fayard, 1980, p. 533-748
- Gilles Macassar et Bernard Mérigaud, Claude Debussy : le plaisir et la passion, Paris, Gallimard, coll. « Découverte », 1992, 168 p. (ISBN 2-07-053224-0)
- Odile Vivier, Varèse, Paris, Seuil, coll. « solfèges », 1987, 192 p. (ISBN 2-02-000254-X)
- Émile Vuillermoz, Claude Debussy, Genève, René Kister, coll. « Les grands compositeurs du XXe siècle », 1957, 160 p.

### Articles et analyses
- Collectif, « Debussy », La Revue musicale, Paris, no 1,‎ 1920 (lire en ligne)
André Suarès, Debussy, Paris, La Revue musicale, 1920, p. 98-126
Alfred Cortot, La Musique pour piano de Claude Debussy, Paris, La Revue musicale, 1920, p. 127-150
- Didier Herlin (dir.), Maurice Emmanuel : Un regard impartial sur Debussy, article extrait de Maurice Emmanuel, compositeur français, Université de Paris-Sorbonne (Paris IV), Prague, Bärenreiter, 2007, 288 p. (ISBN 978-80-86385-34-1), p. 49-80